# Angelo Fredda
Angelo Fredda (Roma, 14 agosto 1946) è un politico italiano.

## Biografia
Già esponente del PCI, nel 1992 viene eletto deputato con il Partito Democratico della Sinistra, rimanendo in carica fino al 1994. Viene poi rieletto alla Camera alle elezioni politiche del 1996, restando a Montecitorio fino al 2001, nelle file dei Democratici di Sinistra.
Allo scioglimento dei DS, nel 2007 è fra i fondatori di Sinistra Democratica, di cui è il coordinatore regionale laziale. 
Dal 2009 partecipa alla nascita di Sinistra Ecologia e Libertà, di cui è coordinatore regionale nel Lazio. Allo scioglimento di SEL, nel 2017 confluisce in Sinistra Italiana, di cui è membro della direzione nazionale.